# DIRGE No.9
『DIRGE No.9』（ダージ・ナンバーナイン）は、2001年5月23日に発売されたWINOの3枚目のアルバム。

## 解説
前作『WINO』から1年半ぶりのアルバム。

## 収録曲
1. New Dawn F
作詞・作曲:吉村潤
8thシングル
2. Resolution
作詞・作曲:吉村潤
3. Mad Silence
作詞:久永直行、作曲:吉村潤
4. Hurt
作詞・作曲:吉村潤
5. 太陽は夜も輝く
作詞:久永直行、作曲:吉村潤・外川慎一郎
7thシングル
6. Buttefly
作詞・作曲:外川慎一郎
7. Empty Soul
作詞:吉村潤・黒沼征孝
8. Imagine, still
作詞・作曲:吉村潤
9. My Life
作詞:吉村潤・久永直行、作曲:吉村潤
10. Sullen Days -album version-
作詞:久永直行、作曲:吉村潤
6thシングル
11. Dirge No.9
作詞:外川慎一郎、作曲:吉村潤